# 冼星海 (电视剧)

《冼星海》是段果平、程生生执导，中央電視台文藝中心影視部、中共廣東省委宣傳部、廣東電視台、南方廣播影視傳媒集團等單位聯合攝製的電視劇，2005年出品，共20集，该作品主要讲述的是冼星海创作《黄河大合唱》以及其背后的一些故事。

## 剧情简介
1929年，爱国爱民的音乐家冼星海出国求学，虽说在国外他收到了很多苦，不过他却也收获了很多东西。
抗战爆发后，他主动回国，并决定用音乐来唤醒人们的斗志，唤醒人们反抗侵略者的决心。
在冼星海逝世后，毛泽东亲笔题词：“向人民的音樂家冼星海同志致哀”

## 演员表
- 马晓伟
- 唐国强
- 刘劲
- 刘琳
- 牟云
- 宋晓英
- 夏天
- 黄薇
- 李立宏[2]

## 其他
- 导演在拍摄的时候声明，该作品是拥有真实性的，可冼星海的女儿对此却表示反对。[3][4]

## 相關連結
- 豆瓣电影上《冼星海》的資料 （简体中文）
- 央视网链接 （页面存档备份，存于）

1. ↑  .   [2022-09-08]. （原始内容存档于2022-09-08）.
2. ↑  .   [2022-09-08]. （原始内容存档于2022-09-08）.
3. ↑  .   [2022-09-08]. （原始内容存档于2022-09-08）.
4. ↑  .   [2022-09-08]. （原始内容存档于2022-09-08）.